# Sorokoduby (obwód chmielnicki)
Sorokoduby (ukr. Сорокодуби) – wieś na Ukrainie, w obwodzie chmielnickim, w rejonie chmielnickim. W 2001 liczyła 296 mieszkańców, spośród których 293 wskazało jako ojczysty język ukraiński, a 3 rosyjski.